# Alampoides
Alampoides is een geslacht van kevers uit de familie  
kniptorren (Elateridae).
Het geslacht is voor het eerst wetenschappelijk beschreven in 1906 door Schwarz.

## Soorten
Het geslacht omvat de volgende soorten:
- Alampoides alychnus (Kirsch, 1873)
- Alampoides badius Costa, 1975
- Alampoides boliviensis (Candèze, 1900)
- Alampoides fulvus Costa, 1975
- Alampoides submaculatus (Schwarz, 1902)
- Alampoides tessellatus (Candèze, 1863)